# Мирне (Долинська міська громада)
Ми́рне — село в Україні, у Долинській міській громаді Кропивницького району Кіровоградської області. Населення становить 333 осіб.

## Населення
Згідно з переписом УРСР 1989 року чисельність наявного населення села становила 444 особи, з яких 220 чоловіків та 224 жінки.
За переписом населення України 2001 року в селі мешкали 333 особи.

### Мова
Розподіл населення за рідною мовою за даними перепису 2001 року:
| Мова       | Відсоток |
| ---------- | -------- |
| українська | 98,20 %  |
| російська  | 0,90 %   |
| білоруська | 0,30 %   |
| румунська  | 0,30 %   |
| інші       | 0,30 %   |